# Villars Basket
 (juin 2021).
Si vous disposez d'ouvrages ou d'articles de référence ou si vous connaissez des sites web de qualité traitant du thème abordé ici, merci de compléter l'article en donnant les références utiles à sa vérifiabilité et en les liant à la section « Notes et références ».
Pour les articles homonymes, voir Villars.
Maillots
Le Villars Basket est un club suisse de basket-ball basé dans la commune de Villars-sur-Glâne. Ils ont remporté le championnat de LNB sur la saison 2017-2018.

## Histoire
Il a été le club formateur de joueurs majeurs du championnat Suisse, tels que Harold Mrazek. Le Villars Basket évolue en 2018 en Ligue Nationale B.